# Bryaninops erythrops
Il ghiozzo corallo (Bryaninops erythrops) è un pesce marino della famiglia Gobiidae.

## Distribuzione e habitat
Vive nelle acque del bacino Indo-Pacifico e nella zona del Mar Rosso.

## Descrizione
Misura al massimo 2,3 cm.